# New Lodge
New Lodge (irski: Lóiste Nua) četvrt je u sjevernom Belfastu, poznata po incidentima koji su se desili tijekom tzv. The Troubles u Sjevernoj Irskoj. New Lodge je također poznat i kao turističko odredište jer se na njemu mogu vidjeti murali koji opisuju događaje tijekom sjevernoirskog sukoba.
Ova četvrt je naseljena katolicima i nacionalistima, i graniči s unionističkom četvrti Tigers Bay, što je za posljedicu imalo veliki broj nasilnih akcija koji se ovdje odigrao. 
Između ovih četvrti sagrađen je zid.
Nogomet je vrlo popularan među mladeži. Irski nogomet i boks su također popularni – Hugh Russell, koji je osvojio brončano odličje u boksu u muha kategoriji na 
Olimpijskim igrama u Moskvi 1980. dolazi iz ove četvrti i još uvijek živi u blizini. 